# Centroctenus
Genre
Synonymes
- Parabatinga Polotow & Brescovit, 2009

Centroctenus est un genre d'araignées aranéomorphes de la famille des Ctenidae.

## Distribution
Les espèces de ce genre se rencontrent en Amérique du Sud.

## Liste des espèces
Selon World Spider Catalog (version 24, 01/02/2023) :
- Centroctenus acara Brescovit, 1996
- Centroctenus alinahui Brescovit, Torres, Rego & Polotow, 2020
- Centroctenus auberti (Caporiacco, 1954)
- Centroctenus brevipes (Keyserling, 1891)
- Centroctenus chalkidisi Brescovit, Torres, Rego & Polotow, 2020
- Centroctenus claudia Brescovit, Torres, Rego & Polotow, 2020
- Centroctenus coloso Brescovit, Torres, Rego & Polotow, 2020
- Centroctenus danielae (Brescovit, Cizauskas & Polotow, 2022)
- Centroctenus dourados Brescovit, Torres, Rego & Polotow, 2020
- Centroctenus irupana Brescovit, 1996
- Centroctenus miriuma Brescovit, 1996
- Centroctenus ocelliventer (Strand, 1909)
- Centroctenus varzea Brescovit, Torres, Rego & Polotow, 2020

## Systématique et taxinomie
Ce genre a été décrit par Mello-Leitão en 1929 dans les Ctenidae.
Parabatinga a été placé en synonymie par Hazzi & Hormiga en 2023.

## Publication originale
- Mello-Leitão, 1929 : « Aranhas do Pernambuco colhidas por D. Bento Pickel. » Annaes da Academia Brasileira de Sciencias, vol. 1, p. 91-112.